# Brianhuntleya purpureostyla
Brianhuntleya purpureostyla är en isörtsväxtart som först beskrevs av Harriet Margaret Louisa Bolus, och fick sitt nu gällande namn av H.E.K.Hartmann. Brianhuntleya purpureostyla ingår i släktet Brianhuntleya och familjen isörtsväxter. Inga underarter finns listade i Catalogue of Life.